# Walt Grealis
Walter Grealis OC (18 febrer 1929 – 20 gener 2004) era un editor canadenc i dirigent de la indústria de la música. Amb el seu soci Stan Klees, van co-fundar els premis d'honor de la música nacional al Canadà, els Premis Juno. Com a ardent seguidor de la música canadenca, s'atribueix a Grealis l'haver encunyat el terme CanCon.

## Història
Walt Grealis va néixer a Toronto i va assistir a l'Institut Central de Comerç d'aquella ciutat fins al seu desè grau. La seva carrera inicial va ser en el compliment de la llei, primer com a oficial de la Policia Muntada del Canadà després, des de 1952, com a oficial de policia de la ciutat de Toronto.

## Carrera de música
Va entrar a la indústria de música el 1960 després de deixar la policia i provant diverses feines a finals del 1950. Va fundar la revista RPM de la indústria de música canadenca el febrer de 1964, publicant setmanalment fins al final de la seva existència, el novembre de 2000.
Amb el seu soci Stan Klees, els Gold Leaf Awards van ser creats per honrar els èxits de la indústria de música canadenca. De 1964 a 1969, els guanyadors van ser anunciats a RPM al final de cada any. El 1970, es va expandir a un esdeveniment de cerimònia formalt, i va ser rebatejat com a Premis Juno.

## Honors
Grealis va ser condecorat com a membre de l'Orde del Canadà el 1993. El 1999, Grealis era introduït a la Sala de la Fama de la Música del Canadà. Als Premis Juno del 2004, va ser pòstumament honrat amb el premi a la indústria de la música anomenat el Walt Grealis Special Achievement Award.

## Posteriorment
Grealis, un no-fumador, va morir a la residència Klees el 2004 després de diversos anys lluitant contra un càncer de pulmó.